# Grzegorz Wilkowski
Grzegorz "Melon" Wilkowski (ur. 1 września 1974 w Sandomierzu) – polski muzyk, kompozytor, wokalista i multiinstrumentalista.

## Życiorys
Jeden z założycieli i były perkusista polskiego zespołu stoner metalowego Corruption. Współzałożyciel i perkusista grupy S.N.O.W. Wokalista i basista w death metalowej formacji Slaughter of The Souls. Od 2016 roku perkusista groove metalowego Monster Monkey.
W latach 1990 był perkusistą death metalowego Night Gallery oraz wokalistą w thrash metalowym Infection.

## Dyskografia
Corruption
- Ecstasy (1996, Sick Records)
- Bacchus Songs (1996, Negative Records)
- Pussyworld (2002, Metal Mind Records)
- Orgasmusica (2003, Metal Mind Records)
- Hellectrify Yourself (2004, DVD, Metal Mind Records)
- Virgin’s Milk (2005, Metal Mind Records)
- Bourbon River Bank (2010, Mystic Production)
- Highway Ride (2012, Single)

S.N.O.W.
- s.n.o.w. (2010)
- Po drugie (2017)
- S.N.O.W.N.A.Ż.Y.W.O. (2022)

Inne
- Slaughter of The Souls – MMXII (2012)
- Night Gallery – True Lovers Path (1995, Negative Records)

## Nagrody i wyróżnienia
| Rok  | Kategoria                                          | Nagroda                      | Nota       |
| ---- | -------------------------------------------------- | ---------------------------- | ---------- |
| 2003 | Album roku (Corruption - Pussyworld)               | Plebiscyt Metal Hammer, 2002 | 7. miejsce |
| 2003 | Zespół roku (Corruption)                           | Plebiscyt Metal Hammer, 2002 | 6. miejsce |
| 2003 | Przebój roku (Corruption - "Wasted")               | Plebiscyt Metal Hammer, 2002 | 9. miejsce |
| 2011 | Album roku metal (Corruption - Bourbon River Bank) | Fryderyk                     | Nominacja  |